# Nati nel 975
| Questa pagina contiene informazioni ricavate automaticamente dalle voci biografiche con l'ausilio del template Bio e di un bot. L'aggiornamento è periodico e automatico e ricostruisce completamente la pagina. Se manca una persona in questa lista, sei pregato di non aggiungerla, ma accertati piuttosto che la sua voce biografica contenga il template Bio e che i dati anagrafici siano correttamente compilati. Se il template Bio manca, inseriscilo tu stesso o, in alternativa, metti l'avviso {{tmp\|Bio}} che ne segnala la mancanza. Se i dati riportati sono sbagliati, correggi direttamente la voce biografica; le modifiche saranno visibili in questa lista entro pochi giorni. Per chiarimenti vedi il progetto biografie. La lista contiene solo le 6 persone che sono citate nell'enciclopedia e per le quali è stato implementato correttamente il template Bio. Pagina aggiornata al 13 gen 2025. |

- 11 febbraio - Elia di Nisibi, vescovo cristiano orientale, scrittore e teologo siro († 1046)
- 25 luglio - Tietmaro di Merseburgo, storico e vescovo tedesco († 1018)
- Erling Skjalgsson, politico norvegese († 1028)
- Hisham III ibn Muhammad, sovrano († 1036)
- Sofia I di Gandersheim, badessa tedesca († 1039)
- Stefano di Apt, vescovo francese († 1046)